# Hockeyallsvenskan
Hockeyallsvenskan es la segunda división del hockey sobre hielo masculino en Suecia, por debajo de la SHL. La liga es organizada por AHF HockeyAllsvenskan AB y se disputa anualmente de septiembre a abril, con 14 equipos participantes. Es considerada una liga competitiva que atrae a una base sólida de aficionados y resulta atractiva tanto para el público general como para los jóvenes talentos en desarrollo.

## Historia y desarrollo
La liga actual se estableció en 2005 mediante la fusión de las dos divisiones anteriores, Allsvenskan Norte y Sur, formando una liga nacional unificada. Originalmente contaba con 16 equipos, pero se redujo a 14 a partir de la temporada 2009/2010.

## Formato de competición
Durante la temporada regular, cada equipo juega 52 partidos, enfrentando a los otros 13 equipos cuatro veces (dos en casa y dos fuera). Al finalizar la temporada regular, los seis mejores equipos avanzan directamente a los cuartos de final, mientras que los equipos clasificados del 7º al 10º lugar disputan una ronda de octavos de final (play-in) para determinar los dos equipos restantes que completarán los cuartos de final. El ganador de los playoffs obtiene una plaza en la SHL.
Los equipos que terminan en las dos últimas posiciones (13º y 14º) se enfrentan en una serie de descenso llamada "Play out". El perdedor desciende a la Hockeyettan y es reemplazado por el equipo que gana el playoff de ascenso de la Hockeyettan.

## Economía y público
Aunque la Hockeyallsvenskan es una categoría inferior a la SHL, muchos de sus equipos cuentan con una sólida base local, buena asistencia de público y estructuras organizativas bien establecidas. Varios equipos han competido anteriormente en la SHL o en la antigua Elitserien y aspiran a regresar a la máxima categoría. Sin embargo, existen diferencias económicas significativas con la SHL, especialmente en términos de contratos televisivos, ingresos por patrocinio y asistencia. Estas diferencias han generado debates sobre la colaboración entre las ligas y la necesidad de revisar los sistemas de ascenso y descenso para permitir una planificación a largo plazo.

## Equipos destacados y jugadores notables
Entre los clubes más exitosos de la Hockeyallsvenskan se encuentran AIK, Leksands IF, Modo Hockey y Björklöven, todos con experiencia en la máxima categoría. La liga también sirve como plataforma para que jóvenes talentos den el salto a la SHL o al hockey internacional. Muchos jugadores que posteriormente han llegado a la NHL han pasado años clave de desarrollo en la Hockeyallsvenskan.

## Cobertura mediática y exposición
La Hockeyallsvenskan cuenta con una cobertura mediática estable, principalmente a través de las transmisiones de TV4, así como de la prensa local y sitios web especializados en hockey. El gran interés de los aficionados ha llevado a una mayor visibilidad de los equipos, especialmente durante los playoffs y los partidos de ascenso a la SHL.

## Equipos participantes
Los siguientes 14 equipos participan en la temporada 2025/26 de la Hockeyallsvenskan:
- AIK
- Almtuna IS
- BIK Karlskoga
- IF Björklöven
- IF Troja-Ljungby
- IK Oskarshamn
- Kalmar HC
- Modo Hockey
- Mora IK
- Nybro Vikings IF
- Östersunds IK
- Södertälje SK
- Västerås IK
- Vimmerby HC